# Игровой ассет
Игровой ассет (англ. Game Asset) или Игровой ресурс — цифровой объект, преимущественно состоящий из однотипных данных, неделимая сущность, которая представляет часть игрового контента и обладает некими свойствами. Понятие «игрового ассета» используется при разработке компьютерных игр по отношению к тем элементам контента, которые обрабатываются ресурсной системой как неделимые (атомарные, элементарные) сущности.
С точки зрения программной модели ассет (ресурс) может выступать в виде объекта, созданного на некотором наборе данных. Ресурс может храниться в виде отдельного файла. Ресурсы являются «строительными блоками» игровых объектов, из которых собственно и состоит игра.
Совокупность всех ресурсов в игре, всех объектов, построенных на ресурсах, всех ссылок и связей между ними, а также ограничений на ресурсы и механизмов сериализации/десериализации ресурсов называется ресурсной системой.
К ассетам (ресурсам) относятся все данные, используемые и обрабатываемые компьютерной игрой: геометрические модели, текстуры, отдельные звуки и музыкальные треки, тексты диалогов, анимационные данные, модели поведения игрового ИИ и проч. Совокупность всех ассетов представляет контент игры, тогда как игровой движок является совокупностью всех механизмов, обрабатывающих контент. На начало 2010-х годов количество ассетов в среднестатистической игре превышает 100 000.

## Роль готовых ассетов в разработке игр
Готовые ассеты играют важную роль в современной игровой индустрии, особенно в инди-разработке, позволяя разработчикам экономить время и ресурсы на создание стандартных компонентов. Эти ассеты, доступные на различных платформах, таких как Unity Asset Store, Epic Games Marketplace, OpenGameArt.org и Craftpix.net, включают графику, звуковые эффекты и кодовые библиотеки, что дает возможность разработчикам сосредоточиться на уникальных аспектах своих игр. Использование готовых ресурсов не только ускоряет процесс разработки, но и улучшает качество финального продукта, позволяя создавать более сложные и интересные игры, соответствующие современным требованиям пользователей. Таким образом, готовые ассеты становятся незаменимым инструментом для разработчиков, стремящихся создать конкурентоспособные и увлекательные проекты в условиях ограниченного времени и бюджета.

## Внешние ссылки
- Виталий Чибриков. Методы контроля целостности ресурсной системы в процессе разработки игры (англ.). DTF.ru (13 июля 2010). Дата обращения: 27 августа 2011. Архивировано из оригинала 13 октября 2012 года.
- herb marselas. Where'd It Go? It Was Just Here! Managing Assets for the Next Age of Real-Time Strategy Games (англ.) 4. Gamasutra (21 февраля 2001). — Подробная статья, описывающая систему управления ассетами, разработанную компанией Ensemble Studios: её технологические особенности, историю разработки и требования к ней. Дата обращения: 2 июня 2012. Архивировано 23 сентября 2012 года.
- Assets (англ.). The Game Institute Multimedia Department. Дата обращения: 27 августа 2011. Архивировано из оригинала 25 октября 2005 года.
- Ben Carter. The Game Asset Pipeline. — 1-е изд. — Charles River Media, 2004. — 302 с. — ISBN 1584503424.
- Германов "EyeGem" Евгений. RSDN GameDev - ИГРОВЫЕ ОБЪЕКТЫ. RSDN (2003). Дата обращения: 30 сентября 2011. Архивировано 23 сентября 2012 года.